# 2016년 UEFA 슈퍼컵
2016년 UEFA 슈퍼컵(2016 UEFA Super Cup)은 2016년 8월 9일에 열린 41번째 UEFA 슈퍼컵 대회이다. 노르웨이 트론헤임에 위치한 레르켄달 스타디온에서 단판 승부 형식으로 진행되었으며 2015-16년 UEFA 챔피언스리그 우승 팀인 레알 마드리드와 2015-16년 UEFA 유로파리그 우승 팀인 세비야가 맞붙었다. 레알 마드리드가 세비야를 3 – 2로 누르고 우승을 차지했다.

## 개최지 선정
유럽 축구 연맹(UEFA)은 2014년 9월 18일에 스위스 니옹에서 열린 집행위원회 회의에서 2016년 UEFA 슈퍼컵 개최지를 노르웨이 트론헤임에 위치한 레르켄달 스타디온으로 선정했다. 레르켄달 스타디온은 로센보르그 BK의 홈 구장이기도 하다.

## 팀
| 팀            | 자격                             | 이전 참가              |
| ------------- | -------------------------------- | ---------------------- |
| 레알 마드리드 | 2015-16년 UEFA 챔피언스리그 우승 | 1998, 2000, 2002, 2014 |
| 세비야        | 2015-16년 UEFA 유로파리그 우승   | 2006, 2007, 2014, 2015 |

## 경기
| 레알 마드리드                               | 3 – 2 (연장) | 세비야                                   |
| ------------------------------------------- | ------------ | ---------------------------------------- |
| 아센시오 21′ · 라모스 90+3′ · 카르바할 119′ |              | 바스케스 41′ · 코노플랸카 72′ (페널티킥) |

| 레알 마드리드 | 세비야 |

| GK          | 13 | 키코 카시야         |     |     |
| RB          | 2  | 다니 카르바할       | 84′ |     |
| CB          | 5  | 라파엘 바란         |     |     |
| CB          | 4  | 세르히오 라모스 (c) |     |     |
| LB          | 12 | 마르셀루            |     |     |
| CM          | 16 | 마테오 코바시치     |     | 73′ |
| CM          | 14 | 카제미루            |     |     |
| CM          | 22 | 이스코              |     | 66′ |
| RF          | 17 | 루카스 바스케스     |     |     |
| CF          | 21 | 알바로 모라타       |     | 62′ |
| LF          | 28 | 마르코 아센시오     | 86′ |     |
| 교체 선수:  |    |                     |     |     |
| GK          | 31 | 루벤 야녜스         |     |     |
| DF          | 6  | 나초                |     |     |
| DF          | 23 | 다닐루              |     |     |
| MF          | 10 | 하메스 로드리게스   | 93′ | 73′ |
| MF          | 19 | 루카 모드리치       |     | 66′ |
| MF          | 27 | 마르코스 요렌테     |     |     |
| FW          | 9  | 카림 벤제마         |     | 62′ |
| 감독:       |    |                     |     |     |
| 지네딘 지단 |    |                     |     |     |

| GK              | 1  | 세르히오 리코       |         |     |
| CB              | 21 | 니콜라스 파레하     |         |     |
| CB              | 6  | 다니엘 카히수       |         | 51′ |
| CB              | 5  | 티모시 콜로지에자크 | 90′ 93′ |     |
| DM              | 8  | 비센테 이보라 (c)   |         | 74′ |
| RM              | 14 | 기요타케 히로시     |         |     |
| LM              | 22 | 프랑코 바스케스     |         |     |
| AM              | 15 | 스티븐 은존지       |         |     |
| RF              | 25 | 마리아누            |         |     |
| CF              | 9  | 루시아노 비에토     |         | 67′ |
| LF              | 20 | 비톨로              | 39′     |     |
| 교체 선수:      |    |                     |         |     |
| GK              | 13 | 다비드 소리아       |         |     |
| DF              | 18 | 세르히오 에스쿠데로 |         |     |
| DF              | 23 | 아딜 라미           |         | 51′ |
| MF              | 4  | 마티아스 크라네비터 |         | 74′ |
| MF              | 10 | 예우헨 코노플랸카   |         | 67′ |
| MF              | 17 | 파블로 사라비아     |         |     |
| FW              | 12 | 위삼 벤 예데르      |         |     |
| 감독:           |    |                     |         |     |
| 호르헤 삼파올리 |    |                     |         |     |

| 최우수 선수: 세르히오 라모스 (레알 마드리드) 부심: 밀로반 리스티치 (세르비아) 달리보르 주르제비치 (세르비아) 제4심: 시몬 마르치니아크 (폴란드) 보조 심판: 다닐로 그루이치 (세르비아) 네나드 조키치 (세르비아) 대기 보조 심판: 토마시 리스트키에비치 (폴란드) | 경기 규칙 - 전후반 90분 동안 경기를 진행한다. - 전후반 90분 상황에서 동점이면 연장전 30분을 진행한다. - 연장전에서도 동점이면 승부차기를 진행한다. - 교체 선수 명단은 7명까지 올릴 수 있으며 한 팀당 최대 3명까지 교체할 수 있다. |

## 같이 보기
- 2014년 UEFA 슈퍼컵